# Skridfinnar

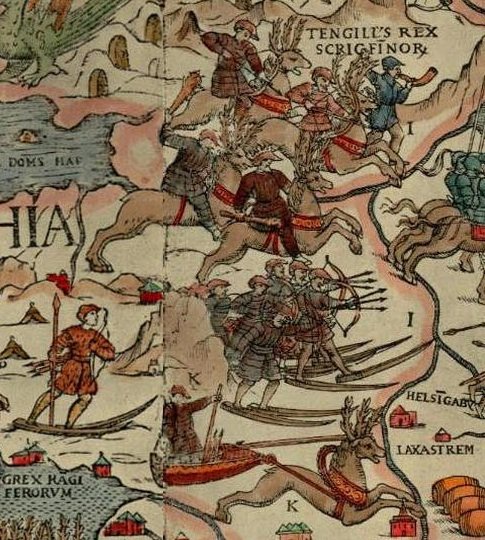
"Rex Scricfinorum" (skridfinnarnas konung) på Olaus Magnus Carta Marina 1539.

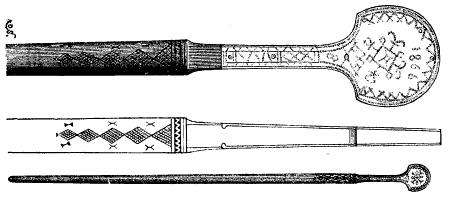
Samisk skidstav (ur Svenska Familj-Journalen).

Skridfinnar eller egentligen skrithiphinoi anses vara en historisk beteckning på samerna. Ordet uttolkas som "skidande finnar" (i den gamla betydelsen, där finne var namnet på vad vi idag kallar samer). Det finns belägg för skidor från 2000 f Kr och framåt inom det område som skulle bli samiskt.
Ordet förekommer först hos Prokopios på 500-talet och därefter hos Paulus Diaconus omkring år 780. Goten Jordanes skriver år 551 om en rad olika folk som bor på ön Scandia eller Scandza. (Sc)Rerefennae eller finni (möjligen skridfinnar, dvs samer) bor längst bort.
Därefter skriver Adam av Bremen på 1000-talet om Scritofinni och Saxo Grammaticus på 1200-talet om Scritfinni. Adam av Bremen uppger att "norrut i gränslandet mellan sveoner och nordmän bor skridfinnarna, som påstås löpa fortare än vilda djur. Adam nämner "skridfinnarna" som ett av de "sveonska stammarna" vid sidan av "sveoner", "göter" och "värmlänningar". Han beskriver hur ärkebiskop Adalbert av Hamburg-Bremen vid början av 1000-talet sände missionären Stenfinn som apostel till Hälsingland (det vill säga stor-Hälsingland) för att kristna "skridfinnarna".

Även den svenske prästen Olaus Magnus ger i sitt verk Historia de gentibus septentrionalibus från 1555 stöd för denna etymologi:
"Skrickfinnarna hafva fått sitt namn af » hoppa » [skricka], ty de hafva för vana att under hoppande rörelser med särskilda konstgrepp jaga vilda djur, i det de begagna sig af redskap af trä, framtill inböjda liksom en båge."